# Asclepias schumanniana
Asclepias schumanniana är en oleanderväxtart som beskrevs av William Philip Hiern. Asclepias schumanniana ingår i släktet sidenörter, och familjen oleanderväxter. Inga underarter finns listade i Catalogue of Life.